# Euphaedra griseargentina
Euphaedra griseargentina är en fjärilsart som beskrevs av Jacques Hecq 1977. Euphaedra griseargentina ingår i släktet Euphaedra och familjen praktfjärilar. Inga underarter finns listade i Catalogue of Life.